# 花言葉
花言葉（はなことば、花詞、仏: langage des fleurs、英: language of flowers、独: Blumensprache）は、品種や形や香り・色などの特徴にもとづいて、花や植物に対して象徴的な意味を持たせるものを指す。日本では主に西欧起源のものを核として様々なバリエーションがあり、花だけでなく果実や観葉植物や樹木、花が咲かない菌類にも花言葉が考えられている。一般に「バラの花言葉は愛情」のように、植物と単語の組み合わせで示される。
西欧社会で長く言い伝えられてきたものもあるが、新品種の開発者や販売会社などが売上増加や品種のイメージ向上を目的として考案するケースもあり、一つの花・植物にさまざまな異なる花言葉があてられることが多いため、共通の明確な花言葉のリストを作成することは困難である。

## 歴史

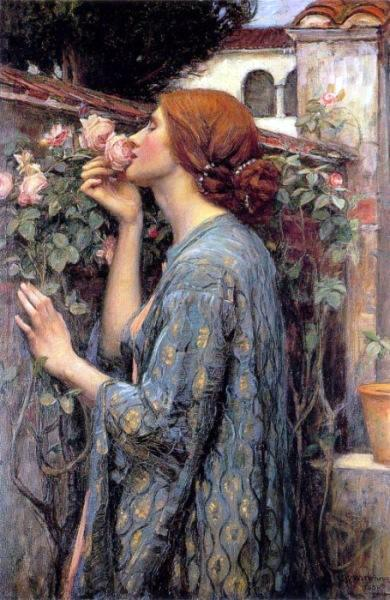
ヴィクトリア朝の画家ウォーターハウスによる「薔薇のこころ (The Soul of the Rose) 」

世界の多くの文化が植物に象徴的な意味を担わせる伝統を持つが、現在のような慣行はとりわけ19世紀の西欧社会で盛んになった。
その起源については不明な点が多いが、フランスの貴族社会では、19世紀初頭には草花を擬人化した詞華集が人気を博し、草花と特定の意味の組み合わせ例を示した手書きの詩作ノートが貴族サークル内で回覧されていた。そうしたノートは、草花の性質にことよせて恋人の美しさを賞賛したり、あるいは不実や裏切りを非難するといった恋愛の駆け引きのために参照されたとも言われる。
1819年頃に出版されたシャルロット・ド・ラトゥール『花言葉』 (Le Langage des Fleurs)は、こうした流行を背景に登場した最初期の花言葉辞典である。
ラトゥールは独自の花言葉を270超のリストにまとめているが、その命名手法の特徴は、大きく2つに分けられる。
- 第一は、その植物の外形や香り・色・生態といった植物の性質や特徴を言葉で表現しようとする観察重視の姿勢。たとえばブラックベリーについて、自らの観察をもとに「人目を避けるように生え、ひとたび口に含むと苦さだけが残る」とまとめた上で、花言葉を「嫉妬」と名付けるような手法がその例である[2][5]。
- 第二は、西欧社会で草花が積み重ねてきた文化史的伝統を、一つの単語に凝縮して形容しようとする文化史重視の姿勢である。例えば古代ギリシアの伝統を参照しながら月桂樹に「栄光」の花言葉をあてたり、聖書の記述をひいて「オリーヴの花言葉は平和」などとする[2][5]。

ラトゥールの著作においては、花の中でもバラに重要な位置が与えられているが、これも文化史的伝統を重視した結果とみなされている。バラは「花の中の花」と称されるほど西欧文化において重視されてきた花の一つで、伝承や神話がとりわけ豊富だからである。
西欧の伝統において赤いバラは勝ち誇る美と愛欲を象徴する一方で、日本における桜のように現世のうつろいやすさを象徴するとして様々な図像表現に登場した。また病室に白いバラを持参することを忌避するといった、バラにまつわる俗信も少なくない。こうした伝統の豊富さから、ラトゥールはほぼ1章をバラの記述に割いて、色の違いのほか「バラの花束」「一輪のみのバラ」といった飾り方の違いごとに様々な花言葉を考案している。
こうしたラトゥールの命名スタイルは、後に続く数多くの花言葉辞典の踏襲するところとなり、彼女の本はフランス以外でもたびたび版を重ねた。社会の各層に庭園文化が浸透していたヴィクトリア朝のイギリスでもさまざまな花言葉辞典が出版されるが、中でも著名な絵本画家ケイト・グリーナウェイが著した挿絵入りの辞典は大きな評判を呼び、花言葉という慣行の普及に大きく寄与したとされる。
欧米ではラトゥールやグリーナウェイの考えた花言葉を基本的な輪郭としつつ、現在でも新しい花言葉の考案が続けられている。

### 日本
花言葉を用いて草花を楽しむ習慣が日本に輸入されたのは明治初期とされる。当初は輸入された花言葉をそのまま使っていたが、その後、日本独自の花言葉も盛んに提案されるようになった。20世紀初めにすでに、田寺寛二『花ことば』（良明堂書店、1909）が日本独自の花言葉を発表しているほか、現在の日本でも花言葉辞典の類が多数出版されている。
また、園芸産業の広がりとともに、花言葉は花卉類の販売促進のためさまざまに活用が試みられている。日本独自の新品種が開発された際に開発者自身が花言葉を命名しているほか、生産者が新しい花言葉を消費者から募集・命名したり、販売会社が独自に命名するといったケースがある。
花言葉はその国の文化や歴史、花卉業界の宣伝戦略などにも関係しており、複数の意味合いを持つ花は珍しくない。現在、花言葉を公式に認定する機関は存在しない。

## 花言葉の例
上述のとおり、花言葉は様々な組み合わせが考案されている。ここでは、ラトゥールとグリーナウェイの花言葉辞典で、共通して紹介されている組み合わせの一部を掲げる。
| 名前         | 名前               | 花言葉         | 花言葉               |
| ------------ | ------------------ | -------------- | -------------------- |
| オリーブ     | Olive              | 平和           | Peace                |
| ゲッケイジュ | Laurel             | 栄光           | Glory                |
| ユリ         | Imperial Lily      | 威厳           | Majesty              |
| スイセン     | Narcissus          | 自己愛         | Egoism               |
| スミレ       | Sweet Violet       | 節度           | Modesty              |
| バラ         | Rose               | 愛情           | Love                 |
| ヒナギク     | Daisy              | 純真           | Innocence            |
| スズラン     | Lily of the Valley | 戻ってきた幸福 | Return of Happiness  |
| フクジュソウ | Flos Adonis        | 悲しい思い出   | Painful recollection |
| ヒナゲシ     | Red Poppy          | 慰め           | Consolation          |

### 日本の花言葉
倉石忠彦「花言葉」（『日本大百科全書』小学館、1997）に記載があるものを以下に示す。
| 名前       | 花言葉         |
| ---------- | -------------- |
| サクラ     | 精神美         |
| ヤマザクラ | 純潔・淡泊など |
| ヤマブキ   | 待ちかねる     |

このほか、西島樂峰編『世界花言葉全集』（春陽堂、1930）は「サクラ（櫻）＝淡泊、純良な教育」「ヤマザクラ（山櫻）＝愛国心、純潔、忠勇義烈」などと記す。